# Cylindroiulus syriacus
Cylindroiulus syriacus är en mångfotingart som beskrevs av Karl Wilhelm Verhoeff 1923. Cylindroiulus syriacus ingår i släktet Cylindroiulus och familjen kejsardubbelfotingar. Inga underarter finns listade i Catalogue of Life.